# ستيفن وورغو
ستيفن وارغو (بالإنجليزية: Stephen Worgu) من مواليد العام 1989 لاعب مهاري يلعب في الوسط أو الهجوم كان هداف دوري أبطال أفريقيا لموسم 2008 عندما كان يلعب مع فريق أنيمبا النيجري.
انتقل إلى صفوف المريخ بمبلغ 2.5 مليون دولار أمريكي وبهذه الصفقة يكون أغلى لاعب يمر على تاريخ السودان.